# Военные преступления России

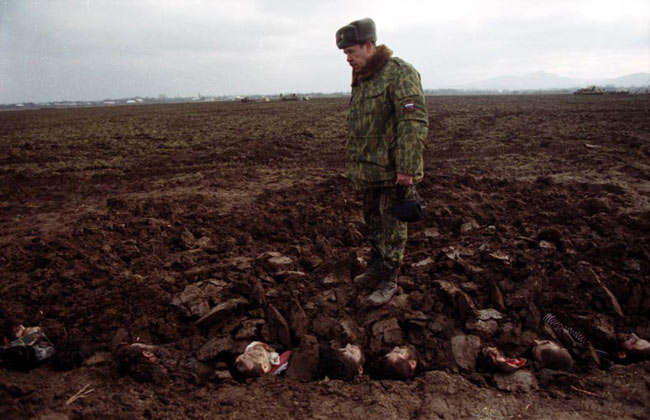
Российский солдат стоит на братской могиле жертв боёв за Комсомольское, 2000 год

Военные преступления России — нарушения законов войны, в том числе Гаагских конвенций 1899 и 1907 годов и Женевских конвенций, военные преступления и преступления против человечности, в совершении которых обвиняются официальные вооружённые и военизированные формирования Российской Федерации. В данной статье речь о событиях, совершённых с момента распада Советского Союза в 1991 году. Обсуждаемые события включают в себя пособничество и подстрекательство к преступлениям в квази-государствах или клиентских государствах, вооружаемых и финансируемых Россией, включая Луганскую Народную Республику и Донецкую Народную Республику. К таковым преступлениям относятся массовые казни захваченных комбатантов противника, жестокое обращение с заключёнными во время допросов (пытки) и применение насилия, включая изнасилование, в отношении гражданских лиц, не являющихся комбатантами.
Преступления, совершённые российскими войсками, фиксировались несколькими международными гуманитарными организациями:
- Amnesty International и Human Rights Watch зафиксировали военные преступления России в Чечне[1][2][3], Грузии[4][5], Украине[6][7][8] и Сирии[9][10][11][12].
- «Врачи без границ» также задокументировали военные преступления в Чечне[13].
- В 2017 году Управление Верховного комиссара ООН по правам человека (УВКПЧ) сообщило, что Россия применила кассетное и зажигательное оружие в Сирии, что представляет собой военное преступление в форме неизбирательных атак в районе гражданского населения[14].

К 2009 году Европейский суд по правам человека (ЕСПЧ) вынес 115 вердиктов (в том числе по делу Байсаевой против России), признав российское государство виновным в насильственных исчезновениях, убийствах, пытках и в непроведении надлежащего расследования этих преступлений в Чечне. В 2021 году ЕСПЧ также отдельно признал Россию виновной в убийствах, пытках, грабежах и разрушении домов в Грузии, а также в предотвращении возвращения на свою территорию 20 000 перемещённых грузин.
Вследствие участия России в войне на востоке Украины в 2014 году многие страны ввели широкомасштабные международные санкции против российских официальных лиц. Когда в 2016 году Международный уголовный суд (МУС) приступил к расследованию аннексии Крыма Россией на предмет возможных нарушений международного права, Россия внезапно вышла из состава членов суда.

## Грузия

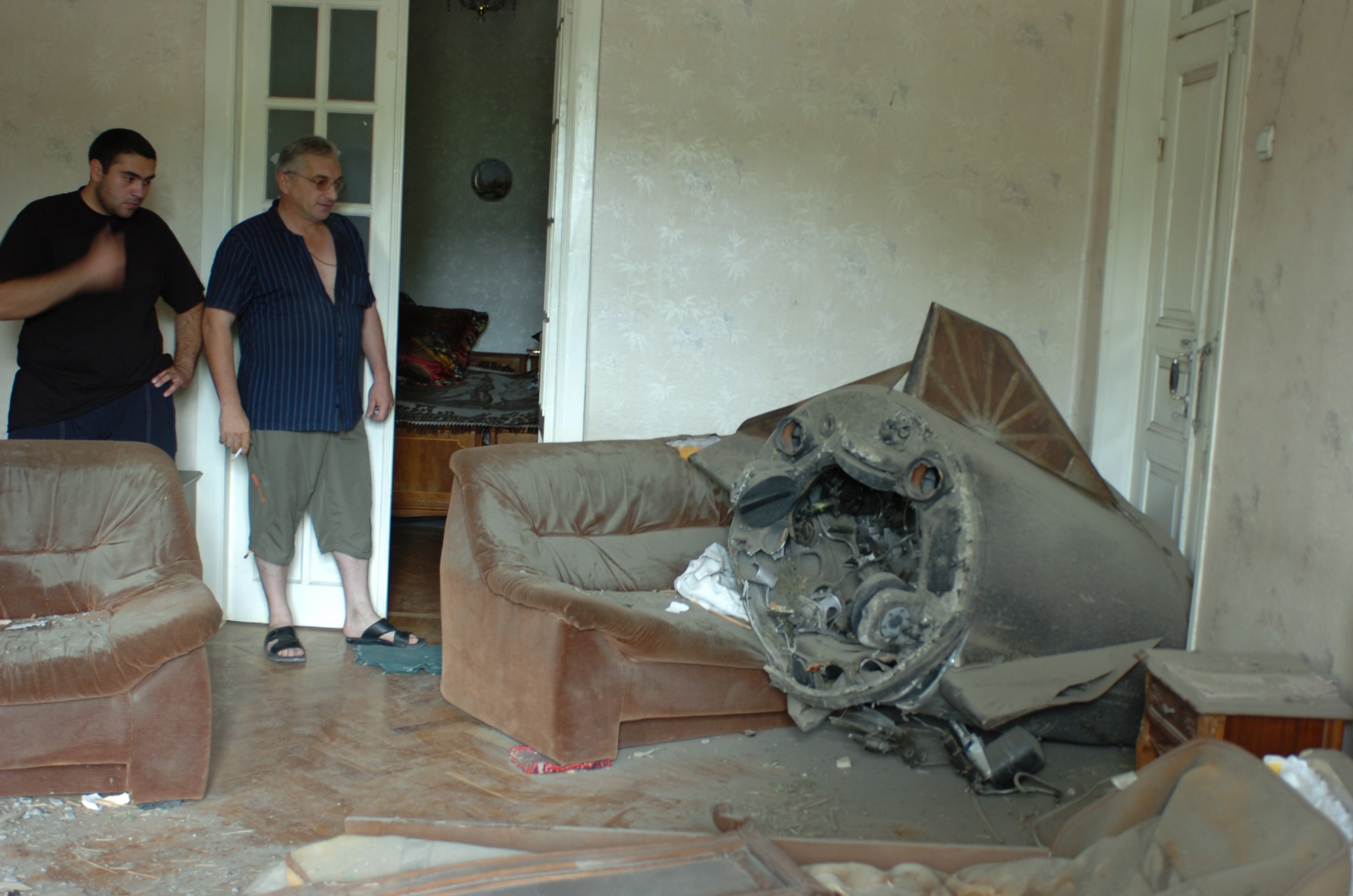
Почти целая российская ракета-носитель в спальне дома в Гори, пример возможной неизбирательной атаки по жилым районам.

После эскалации 7 августа 2008 года между отколовшимся регионом Южной Осетии и Грузией российские войска 8 августа пересекли международную границу и атаковали грузинских солдат в виде поддержки сил Южной Осетии. Российские солдаты также перешли границу в другом отколовшимся регионе, Абхазии, хотя там не было зафиксировано никаких боев. Война закончилась 12 августа прекращением огня при посредничестве международных дипломатов. Российское правительство признало Южную Осетию и Абхазию независимыми государствами, однако фактически эти два региона стали российскими протекторатами.
HRW сообщила, что никаких доказательств преднамеренных нападений на мирных жителей со стороны грузинских войск обнаружено не было.
Россия преднамеренно атаковала бегущих гражданских лиц в Южной Осетии и Горийском районе Грузии. Российские военные самолёты бомбили населённые пункты в самой Грузии и села этнических грузин в Южной Осетии. Вооружённые лица занимались грабежами, поджогами и похищениями людей. Их атаки вынудили мирных жителей Грузии бежать.
Применение россиянами кассетных бомб привело к гибели мирных жителей. Amnesty International обвинила Россию в преднамеренных бомбардировках и нападениях на гражданские районы и объекты инфраструктуры, что является военным преступлением. Россия отрицала использование кассетных бомб. В ходе конфликта погибли 228 мирных жителей Грузии.
Кроме того, российские военные ничего не сделали для предотвращения этнической чистки грузин в Южной Осетии на подконтрольной им территории.